# Бернард Алберт Хусеј
Бернард Алберт Хусеј  (шп. Bernardo Alberto Houssay), Буенос Ајрес, 10. април 1887 — 21. септембар 1971, био је аргентински физиолог, кодобитник Нобелове награде за физиологију или медицину 1947. године, за његово откриће улоге хормона хипофизе у регулисању нивоа глукозе код животиња, поделивши награду са Карлом Коријем и Герти Кори. Он је први латиноамерички нобеловац у науци.

## Биографија
Бернард Алберт Хусеј је рођен 10. априла 1887. године у Буенос Ајресу. Његови родитељи Алберт Гиљермо Хусеј и Клара Лафонт били су француски имигранти који су се у Аргентину доселили 80-их година 19 века. Након што је због напредног знања прескочио неколико разреда основне школе, примљен је у Националну школу у Буенос Ајресу, где је са 13 година дипломирао. Желео је да студира медицину, али није примљен због младости, па је уписао Фармацеутско-биохемијски факултет (шп. Facultad de Farmacia y Bioquímica), Универзитета у Буенос Ајресу (шп. Universidad de Buenos Aires). Потом, 1904. године, прелази на Медицински факултет истог универзитета, где је дипломирао са 17 година. Као студент треће године медицине 1910. године, Хусеј је већ добио позицију истраживача и асистента у настави на катедри за физиологију. Убрзо после дипломирања 1911. године, одбранио је своју докторску тезу и ступио на место професора физиологије Медицинског факултетета Универзитета у Буенос Ајресу.

## Каријера
Хусеј је своју клиничку праксу започео у болници Марсело Торкуато де Алвеар (шп. Hospital Marcelo Torcuato de Alvear) 1913. године, где је био начелник клинике. Након две године 1915. прелази у Националне лабораторије јавног здравља у Буенос Ајресу (шп. Administración Nacional de Laboratorios e Institutos de Salud) где је радио као директор одељења за серуме. Године 1919. основао је Институт за физиологију (шп. Instituto de Fisiología) на Медицинском факултету Универзитета у Буенос Ајресу и руководио њиме до 1943. године. Због потписивања јавне петиције против нацистичког режима у Немачкој и војне владе, 1943. године отпуштен је са Универзитета у Буенос Ајресу, па је Хусеј приморан да почне са радом на приватном Институту за биологију и експерименталну медицину (шп. Instituto de Biología y Medicina Experimental), где се посветио истраживањима дијабетеса, хипертензије, као и шире, областима ендокринологије и фармакологије. Хусеј је враћен на Универзитет у Буенос Ајресу 1955. године, где је радио све до своје смрти 1971.

## Почасти и награде
Изабран је за међународног члана Националне академије наука САД (енгл. The U.S. National Academy of Sciences, NAS), 1940. године. Изабран је и за међународног почасног члана Америчке академије уметности и наука (енгл. The American Academy of Arts and Sciences, AAA&S), 1941. године. Хусеј је такође  изабран за страног члана Краљевског друштва (енгл. The Royal Society of London for Improving Natural Knowledge), 1943. године. Добитник је Нобелове награде за физиологију или медицину и његово откриће улоге хормона предњег режња хипофизе у метаболизму шећера, 1947. године. Добио је Далеову медаљу (енгл. Dale Medal) Друштва за ендокринологију (енгл. Society for Endocrinology) 1960. године.